# Keichosaurus
Keichousaurus (que significa "lagarto Kweichow") é um gênero extinto de réptil marinho pachypleurosaurian das formações Chialingchiang e Falang da China. Viveu durante o Triássico Médio (Ladiniano), aproximadamente entre 242 e 237  Ma (milhões de anos atrás), com duas espécies conhecidas atribuídas ao gênero: K. hui e K. yuananensis.
O Keichousaurus está entre os fósseis de sauropterígios conhecidos, e geralmente são encontrados esqueletos  quase completos e articulados, o que os torna populares entre os colecionadores. Keichousaurus, e a família pachypleurosaurus em geral, são algumas vezes classificados dentro de Nothosauroidea, mas são listados como uma linhagem separada e mais primitiva dentro de Sauropterygia.

## Descoberta e nomeação
O holótipo de K. hui foi descoberto na Formação Falang da Província de Guizhou, China, em 1957 por Hu Chengzhi e foi nomeado por Young (1958).  Os exemplares encontrados muitas vezes consistem em esqueletos completos e bem definidos , o que os torna procurados por colecionadores.
A segunda espécie, K. yuananensis, foi descoberta na Formação Chialingchiang de Hebei, China, e foi nomeada por Young (1965) com base no espécime holótipo IVPP V.2799, um esqueleto parcial.  Os Pachypleurosauridae são por vezes classificados com os Nothosauroidea , mas geralmente como um grupo separado e mais primitivo dentro dos Sauropterygia .

## Descrição

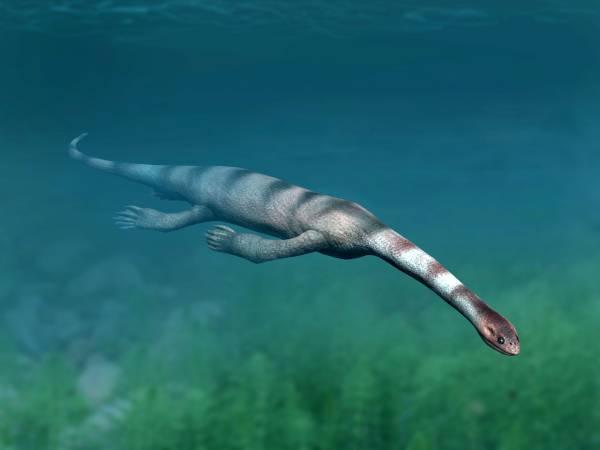
Restauração da vida de Keichousaurus hui

O Keichousaurus, como todos os sauropterígeos, era altamente adaptado ao ambiente aquático. A maioria dos exemplares tinha corpo pequeno, os machos sexualmente maduros com 12,6 centímetros (5,0 pol) do comprimento do focinho à cloaca  CVC) e nas fêmeas em 12,2 centímetros (4,8 pol) SVL. O SVL médio para machos adultos é de aproximadamente 16,1 centímetros (6,3 pol) SVL, e para fêmeas adultas, no máximo 14,9 centímetros (5,9 pol) SVL.

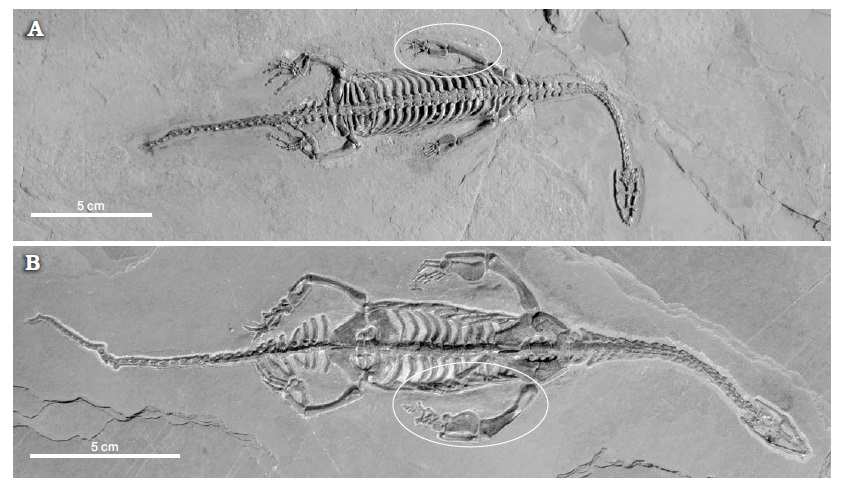
Espécimes femininos (acima) e masculinos (abaixo), mostrando dimorfismo sexual